# FC Barcelona Hoquei

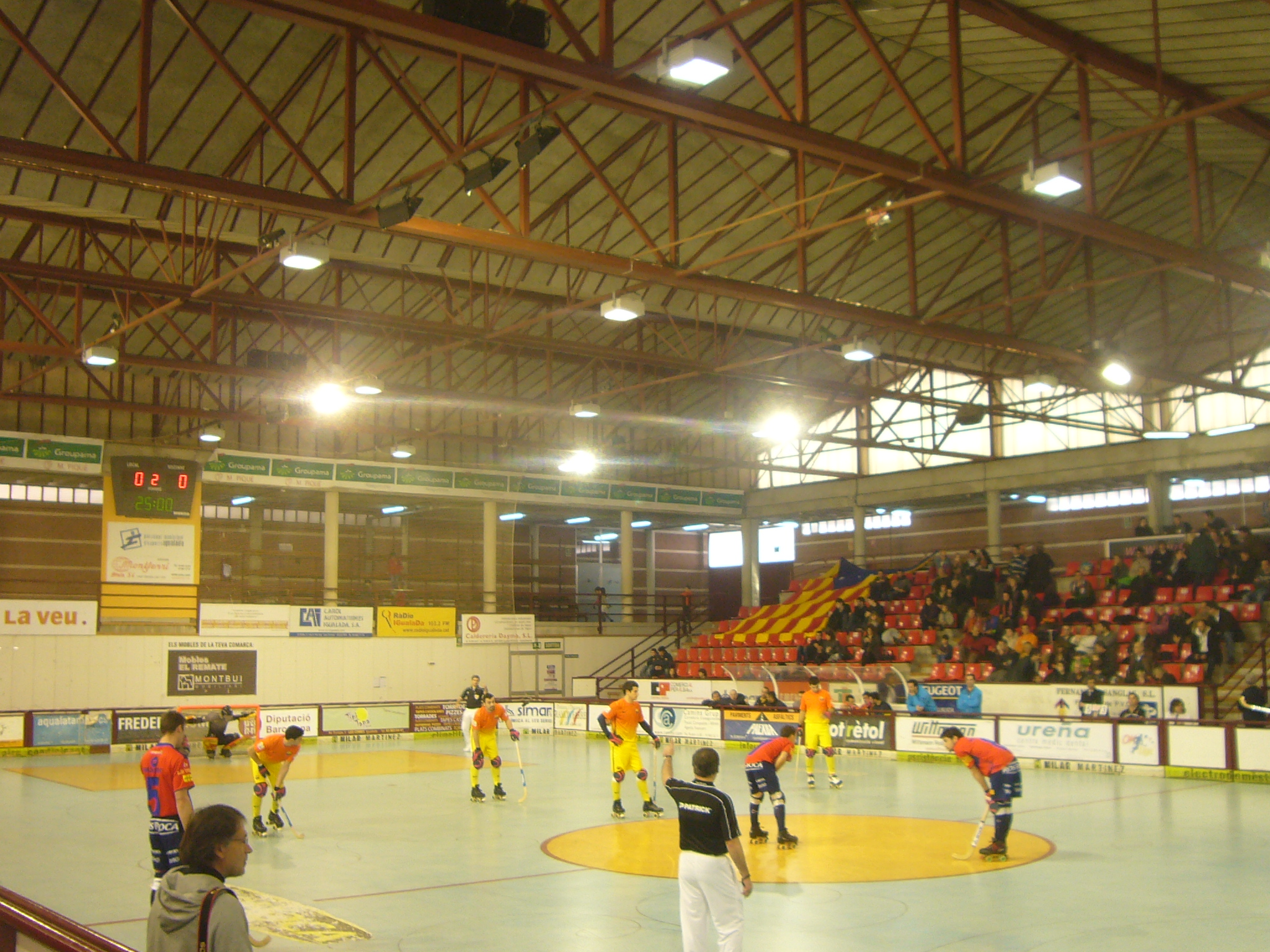
Barcelona Hoquei in 2013

Fútbol Club Barcelona Hoquei is de professionele rolhockey-tak van de omni-sportvereniging FC Barcelona uit Barcelona, Spanje, opgericht op 24 augustus 1926. Het team is het meest succesvolste hockey-team van Spanje en ter wereld. De thuiswedstrijden worden afgewerkt het het Palau Blaugrana, dat een capaciteit heeft van 7,585 plaatsen.

## Erelijst

### Nationaal
- OK Liga/Liga Española (23): 1973-1974, 1976-1977, 1977-1978, 1978-1979, 1979-1980, 1980-1981, 1981-1982, 1983-1984, 1984-1985, 1995-1996, 1997-1998, 1998-1999, 1999-2000, 2000-2001, 2001-2002, 2002-2003, 2003-2004, 2004-2005, 2005-2006, 2006-2007, 2007–2008, 2008-2009, 2009-2010.
- Copa del Rey (17): 1953, 1958, 1963, 1972, 1975, 1978, 1979, 1981, 1985, 1986, 1987, 1994, 2000, 2002, 2003, 2005, 2007.
- Supercopa de España (3): 2004-2005, 2005-2006, 2007-2008.

### Internationaal
- Champions League (19): 1972-1973, 1973-1974, 1977-1978, 1978-1979, 1979-1980, 1980-1981, 1981-1982, 1982-1983, 1983-1984, 1984-1985, 1996-1997, 1999-2000, 2000-2001, 2001-2002, 2003-2004, 2004-2005, 2006-2007, 2007-2008, 2009-2010.
- Continental Cup (14): 1979-1980, 1980-1981, 1981-1982, 1982-1983,1983-1984, 1984-1985, 1996-1997, 1999-2000, 2000-2001, 2001-2002, 2002-2003, 2004-2005, 2005-2006, 2006-2007.
- CERS-Cup (1) : 2005-2006.
- Europacup voor Bekerwinnaars (1) : 1986-1987
- Copa Iberia (3) : 1999-2000, 2000-2001, 2001-2002.
- Intercontinental Cup (3): 1997-1998, 2000-2001, 2005-2006.
- Nations Cup van Montreaux (1): 1995.